# نیروی ضدمحرکه الکتریکی
نیروی ضدمحرکه‌الکتریکی (به انگلیسی: Counter-electromotive force) یا نیروی ضدالکتروموتوری یا نیروی رویارویی‌الکتروران (ضد ئی‌ام‌اف، سی‌ئی‌ام‌اف، ئی‌ام‌اف برگشتی (به انگلیسی: back EMF))، نیروی محرکه‌الکتریکی (EMF) است که به‌صورت ولتاژی که با تغییر جریان القاشده آن مخالفت می‌کند، ظاهر می‌شود. سی‌ئی‌ام‌اف، ئی‌ام‌اف ناشی از القای الکترومغناطیسی است.

## جزئیات
به عنوان مثال، ولتاژی که در یک سلف یا سیم‌پیچ ظاهر می‌شود به‌دلیل تغییر در جریان است که باعث تغییر در میدان مغناطیسی درون سیم‌پیچ و درنتیجه ولتاژ خودالقایی می‌شود. قطبیت ولتاژ در هر لحظه با تغییر ولتاژ اعمال‌شده برای ثابت نگه داشتن جریان مخالف است.
این ولتاژ به صورت سری با ولتاژ اعمال شده اصلی است و مخالف آن است و به آن «نیروی محرکه‌برگشتی» می‌گویند (طبق قانون لنز). با افت ولتاژ کمتر در مقاومت داخلی موتور، همان‌طور که موتور سریع‌تر می‌چرخد، جریان جاری به‌داخل موتور کاهش می‌یابد. یکی از کاربردهای عملی این پدیده اندازه‌گیری غیرمستقیم سرعت و موقعیت موتور است، زیرا ئی‌ام‌اف برگشتی متناسب با سرعت چرخش آرمیچر است.
در کنترل موتور و رباتیک، ئی‌ام‌اف‌برگشتی اغلب به استفاده از ولتاژ تولیدشده توسط یک موتور چرخان برای استنتاج سرعت چرخش موتور، برای استفاده در کنترل بهتر موتور به روش‌های خاص اشاره دارد.